# Jordi X de Kartli
Jordi X era el fill gran de Simó I de Kartli i de Nestan-Darejan, i va regnar a Kartli del 1600 al 1605. Es va casar el 1578 amb Mariami filla de Jordi Dadiani, príncep de Salipartiano, i príncep de Mingrèlia per matrimoni amb Anna Dadiani. El 1602 el xa de Pèrsia reclamà la presència del rei de Kartli, el seu vassall a la guerra contra l'Imperi Otomà. El rei Jordi X no s'hi va presentar. Va morir per la picada d'una abella a la boca el 7 de setembre de 1605 i el va succeir el seu fill Luarsab II de Kartli.